# 下山さおり
下山 さおり（しもやま さおり、1973年9月23日 - ）は、元名古屋テレビ放送の契約アナウンサー。活動当時は名古屋タレントビューローに所属。愛知県名古屋市出身。名古屋市立萩山中学校、名古屋市立緑高等学校、金城学院大学短期大学部卒業。身長152cm。血液型A型。既婚。

## 来歴
短大卒業後、名古屋タレントビューローに所属。1995年4月に名古屋テレビへ出向し、2001年9月まで同局の契約アナウンサーを務めた。
名古屋テレビとの契約の終了後もしばらく名古屋タレントビューローに所属していたが、その後の活動状況は不明。現在は既に同事務所には在籍していない。現在は結婚後、姓を今村に変え株式会社SGプランニングの代表取締役となっている。

## 人物
趣味はガーデニング、日曜大工、陶芸、ドライブ。特技は洋裁。

## 過去の担当番組
- コケコッコー（名古屋テレビ、名古屋丸中食品センター中継担当）
- テレビ丸まるチェック（名古屋テレビ）
- 情報ライブ トゥー・ユー! （名古屋テレビ）
- Bella II （名古屋テレビ）
- TRYあんぐる（名古屋テレビ）